# Toi-Invasion
Die Toi-Invasion (jap. 刀伊の入寇, toi no nyūkō) war die Invasion des nördlichen Kyūshū durch dschürdschätische Piraten im Jahre 1019. Toi (kor. 되, doe) bedeutete damals auf Koreanisch „Barbaren“.
Die Toi-Piraten kamen mit etwa 50 Schiffen aus Richtung des koreanischen Reiches Goryeo und griffen die Provinzen Iki, Tsushima und dann die Hakata-Bucht auf Kyūshū an. Sie nutzten die Insel Noko (能古島, noko no shima) in der Bucht als Basis, landeten am 8. April in der Provinz Chikuzen und plünderten bis zum 12. Ito, Shima und Sawara. Zu dieser Zeit diente Fujiwara no Takaie als Kopf des Dazaifu, des Verwaltungszentrums von Kyūshū. Er zog Soldaten zusammen und vertrieb die Piraten. Am 13. April griffen sie die Provinz Bizen an, wurden aber vertrieben.
Die Angreifer wurden in japanischen Berichten als Piraten aus Silla verdächtigt, einem alten Feind des damaligen Japan. Sie sagten aus, sie hätten das Grenzland bewacht und seien von den Toi gefangen genommen wurden. Einige Monate später berichtet der Abgesandte Goryeos, Jeong Jaryang (鄭子良), die Piraten vor Wŏnsan angegriffen und etwa 260 Japaner gerettet zu haben. Die beiden detaillierten Berichte zweier geretteter Frauen, Kura no Iwame und Tajihi no Akomi, blieben erhalten. Laut überlebenden Augenzeugen wurden die Piraten von der Jinmyeong -Schiffspatrouillenabteilung (진명선병도부서; 鎭溟船兵都部署) der Flotte Goryeos vernichtet und es wurden 259 japanische Gefangene gefunden, die kurz darauf versorgt und nach Japan  zurückgeschickt wurden.
Die dschürdschätischen Piraten lebten im Gebiet des heutigen nordkoreanischen Hamgyŏng-do. Sie griffen regelmäßig die Ostküste der Koreanischen Halbinsel an. Insbesondere Ulleungdo wurde wegen der ständigen Angriffe unbewohnt. Die Invasion von 1019 war eines dieser Ereignisse.